# Primera División de Barbados 2010
El Campeonato de Primera División de Barbados 2010 oficialmente llamado 2010 Barbados Premier Division, es la edición número 45 de la Primera División de Barbados. La Temporada comenzó el 15 de febrero y concluyó el 25 de junio de 2010. El campeón fue Notre Dame SC.

## Cambio para el 2010
- La liga tuvo una disminución de equipos, ya que de 11 equipos quedaron 10 para el 2011, la razón fue porque en vez de descender 2 equipos, descendieron 3, y además ascendieron solo 2 equipos disminuyendo el número de equipos en 1.
- El Eden Stars, Technico y Maxwell descendieron a la segunda división.
- Pinelands United y Ellerton ascendieron a la primera división

## Tabla de Posiciones (Clasificación)
| POS | Equipo                     | PTS | J  | G  | E | P  | GF | GC | DIF |
| --- | -------------------------- | --- | -- | -- | - | -- | -- | -- | --- |
| 1.  | Notre Dame (C)             | 41  | 17 | 13 | 2 | 2  | 32 | 11 | +21 |
| 2.  | Brittons Hill              | 35  | 17 | 11 | 2 | 4  | 28 | 12 | +16 |
| 3.  | Youth Milan                | 32  | 17 | 10 | 2 | 5  | 33 | 19 | +14 |
| 4.  | Weymouth Wales             | 28  | 17 | 8  | 4 | 5  | 25 | 15 | +10 |
| 5.  | Pride of Gall Hill         | 27  | 17 | 8  | 3 | 6  | 18 | 12 | +6  |
| 6.  | Paradise                   | 17  | 17 | 3  | 8 | 6  | 14 | 16 | -2  |
| 7.  | Ellerton                   | 16  | 17 | 3  | 7 | 7  | 20 | 31 | -11 |
| 8.  | Pinelands United           | 14  | 17 | 3  | 5 | 9  | 16 | 30 | -14 |
| 9.  | Silver Sands (D)           | 10  | 17 | 2  | 4 | 11 | 16 | 37 | -21 |
| 10. | Barbados Defence Force (D) | 4   | 9  | 1  | 1 | 7  | 3  | 22 | -19 |

## Resultados
| Local \ Visita     | BAG | BRH | ELL | NOD | PAR | PIU | PGH | SJS | WEW | YOM |
| ------------------ | --- | --- | --- | --- | --- | --- | --- | --- | --- | --- |
| Bagatelle          |     | 1–3 | 1–0 | 1–1 | 2–5 | 1–2 | 0–0 | 1–3 | 0–3 | 1–0 |
| Brittons Hill      | 2–1 |     | 2–3 | 1–4 | 1–0 | 0–1 | 0–0 | 1–2 | 2–0 | 0–2 |
| Ellerton           | 1–3 | 0–2 |     | 0–6 | 0–5 | 0–5 | 0–2 | 1–2 | 1–2 | 0–6 |
| Notre Dame         | 2–1 | 1–3 | 3–1 |     | 2–2 | 0–1 | 4–2 | 5–0 | 2–1 | 2–0 |
| Paradise           | 0–1 | 2–1 | 4–0 | 2–2 |     | 5–2 | 3–0 | 3–1 | 0–2 | 0–3 |
| Pinelands United   | 2–1 | 0–3 | 2–0 | 1–0 | 0–0 |     | 2–1 | 2–2 | 0–0 | 1–3 |
| Pride of Gall Hill | 5–0 | 0–2 | 5–1 | 1–1 | 0–3 | 2–5 |     | 5–1 | 0–3 | 2–3 |
| St. John's Sonnets | 1–2 | 1–2 | 3–4 | 0–2 | 0–0 | 1–0 | 1–2 |     | 1–2 | 1–5 |
| Weymouth Wales     | 5–2 | 0–2 | 2–1 | 1–1 | 2–0 | 1–1 | 1–0 | 1–0 |     | 1–1 |
| Youth Milan        | 0–0 | 3–0 | 0–1 | 2–1 | 2–1 | 1–1 | 0–1 | 1–0 | 2–0 |     |

## Goleadores
| Posición | Nacionalidad        | Jugador           | Goles | Equipo             |
| -------- | ------------------- | ----------------- | ----- | ------------------ |
| 1        | Bandera de Barbados | Armando Lashley   | 13    | Paradise SC        |
| 2        | Bandera de Barbados | Gregory Goodridge | 8     | Brittons Hill      |
| 3        | Bandera de Barbados | Dwayne Stanford   | 7     | Weymouth Wales     |
| 4        | Bandera de Barbados | Anson Barrow      | 5     | Ellerton           |
| 4        | Bandera de Barbados | Norman Foode      | 5     | Youth Milan        |
| 4        | Bandera de Barbados | Curtis Olde       | 5     | Pride of Gall Hill |